# Citroën Junior Team
Citroën Junior Team fue un equipo privado de la marca Citroën que compitió  en el Campeonato Mundial de Rally durante los años 2009 y 2010. Sirvió como equipo satélite y relanzamiento de jóvenes promesas para el equipo oficial Citroën WRT. A pesar de ser privado compitió en el campeonato de constructores logrando una tercera posición en 2010, así como la única victoria que fue en el Rally de Portugal del mismo año, gracias al francés Sébastien Ogier.
El equipo fue dirigido por el preparador francés PH Sport, junto con las tecnologías de Citroën Racing.

## Trayectoria
Hizo su debut en la temporada 2009, contando con tres pilotos Evgeny Novikov, Rautenbach y Ogier. Compitieron a bordo de un Citroën C4 WRC. El mejor resultado lo obtuvo Ogier con un segundo puesto en el Rally Acrópolis.

### 2010
Al año siguiente el piloto de Fórmula 1 Kimi Räikkönen se unió al equipo. El francés Sébastien Ogier, alternó pruebas con el equipo principal y el Junior, de la misma manera hizo el español Dani Sordo que llevaba varias temporadas con el equipo oficial de Citroën. Así mismo en compitieron de manera eventual otros pilotos como Petter Solberg y Aaron Burkart. El equipo logró su primera y única victoria en el mundial, fue en el Rally de Portugal de la mano de Ogier.
En 2011 la marca abandonó el proyecto y el equipo se diversificó en diferentes equipos: ICE1 Racing, de Raikkonen, el Petter Solberg World Rally Team y el de Peter Van Merksteijn, Jr..

### 2012
En 2012 el belga Thierry Neuville participará con el segundo equipo de Citroën, después del parón de 2011. Neuville que cuenta con dos victorias en el IRC, (Córcega y San Remo) pilotará un Citroën DS3 WRC, con el que debutó en el Rally de Montecarlo.

## Resultados

### Campeonato Mundial de Rally
| Año  | Automóvil       | Piloto            | 1        | 2       | 3       | 4       | 5       | 6       | 7      | 8       | 9       | 10      | 11      | 12      | 13     | Posi. | Puntos | Posi. | Puntos |
| ---- | --------------- | ----------------- | -------- | ------- | ------- | ------- | ------- | ------- | ------ | ------- | ------- | ------- | ------- | ------- | ------ | ----- | ------ | ----- | ------ |
| 2009 | Citroën C4 WRC  | Chris Atkinson    | IRE 5    |         |         |         |         |         |        |         |         |         |         |         |        | 14º   | 4      | 4º    | 47     |
| 2009 | Citroën C4 WRC  | Evgeny Novikov    |          | NOR 11  | CYP Ret | POR Ret |         | ITA 5   | GRC 16 | POL 9   | FIN Ret |         | ESP Ret |         |        | 13º   | 4      | 4º    | 47     |
| 2009 | Citroën C4 WRC  | Conrad Rautenbach | IRE 18   | NOR Ret | CYP 6   | POR Ret | ARG Ret | ITA 9   | GRE 5  | POL 8   | FIN Ret | AUS Ret | ESP 11  | GBR 8   |        | 10º   | 9      | 4º    | 47     |
| 2009 | Citroën C4 WRC  | Petter Solberg    |          |         |         |         |         |         |        |         |         |         |         | GBR 4   |        | 5º    | 35     | 4º    | 47     |
| 2009 | Citroën C4 WRC  | Sébastien Ogier   | IRE 6    | NOR 10  | CYP Ret | POR 17  | ARG 7   | ITA Ret | GRE 2  | POL Ret | FIN 6   | AUS 5   | ESP 5   | GBR Ret |        | 8º    | 24     | 4º    | 47     |
| 2009 | Citroën C4 WRC  | Aaron Burkart     |          |         |         |         |         |         |        |         |         |         |         | GBR 12  |        | -     | 0      | 4º    | 47     |
| 2010 | Citroën C4 WRC  | Sébastien Ogier   | SWE 5    | MEX 3   | JOR 6   | TUR 4   | NZL 2   | POR 1   | BUL 4  |         | DEU 3   |         | FRA 6   | ESP 10  |        | 4º    | 167    | 3º    | 217    |
| 2010 | Citroën C4 WRC  | Dani Sordo        |          |         |         |         |         |         |        | FIN 5   |         | JPN 4   |         |         | GBR 5  | 5º    | 150    | 3º    | 217    |
| 2010 | Citroën C4 WRC  | Kimi Räikkönen    | SWE 29   | MEX Ret | JOR 8   | TUR 5   |         | POR 10  | BUL 11 | FIN 25  | DEU 7   | JPN Ret | FRA Ret | ESP DNS | GBR 8  | 10º   | 25     | 3º    | 217    |
| 2012 | Citroën DS3 WRC | Thierry Neuville  | MON Rret | SWE 12  | MEX 13  | POR 8   | ARG 5   | GRE 6   | NZL 5  | FIN 16  | DEU 12  | GBR 7   | FRA 4   | ITA 19  | ESP 12 | 7º    | 53     | 5º    | 72     |